# Nlaka'pamux
Pour les articles homonymes, voir Thompson.
Les Nlaka'pamux, couramment appelés les Thompsons ou Thompson River Salish, sont un peuple autochtone vivant en Colombie-Britannique, au Canada, et appartenant au groupe des Salish de l'intérieur. Leur territoire traditionnel inclut la partie des North Cascades située dans l'État de Washington.